# Congregazione del Verbo Incarnato e del Santissimo Sacramento
Le Congregazione del Verbo Incarnato e del Santissimo Sacramento (in spagnolo Congregación del Verbo Encarnado y del Santísimo Sacramento; sigla R.V.E.) sono un istituto religioso femminile di diritto pontificio.

## Storia
Le origini della congregazione si ricollegano a quelle dell'ordine fondato nel 1625 da Jeanne Chézard de Matel.
Nel 1903 alcune religiose provenienti dal monastero di Belmont-de-la-Loire fondarono una casa a Guadalajara, in Messico, che nel 1970 si trasformò in congregazione di diritto pontificio.

## Attività e diffusione
Le suore sono dedite principalmente all'educazione della gioventù.
La sede generalizia è a Guadalajara, in Messico.
Alla fine del 2015 l'istituto contava 59 religiose in 9 case.